# Unió de Joventuts Comunistes d'Espanya
La Unió de Joventuts Comunistes d'Espanya (UJCE) o, simplement, Joventut Comunista, és l'organització juvenil del Partit Comunista d'Espanya. Edita la revista Agitación amb una periodicitat trimestral. El seu himne es diu "La Joven Guardia".
El seu origen es remunta a 1921, com a resultat de la unió de les organitzacions juvenils comunistes vinculades al PCE (fundat el 1920 per les Joventuts Socialistes) i al PCOE (fundat en 1921 per militants escindits del PSOE).

## Història

### Naixement de l'UJCE
Després de la Revolució d'Octubre de 1917 i la construcció del primer Estat socialista, la Federació de Joventuts Socialistes va aprovar el seu ingrés immediat i sense condicions en la Internacional Comunista. Al març de 1920 es constitueixen com Partit Comunista Espanyol, organitzant la Federació de Joventuts Comunistes, adherida a la Internacional Juvenil Comunista (IJC).
El 1921, el Congrés del PSOE decideix per estret marge de vots no ingressar en la Internacional Comunista. Els partidaris de l'ingrés decideixen crear el Partit Comunista Obrer Espanyol. Per la seva banda, les reorganitzades Joventuts Socialistes decideixen una vegada més donar suport a la Internacional i es reorganitzen com a Unió Juvenil Comunista.
El 14 de novembre de 1921 es van unir tots dos partits formant el Partit Comunista d'Espanya. En aquest mateix mes, les dues Federacions Juvenils Comunistes es van fusionar, donant lloc a la Unió de Joventuts Comunistes d'Espanya, nomenant com a secretari general a Tiburcio Pico. L'agost de 1922 va aparèixer el primer òrgan de premsa de l'UJCE, titulat "El Joven Comunista". En els seus inicis, l'activitat de l'UJCE es va centrar en la lluita contra la guerra del Marroc.
El 1923 es va produir el cop d'estat del general Primo de Rivera, que va obtenir l'aprovació del llavors rei Alfons XIII. L'UJCE, igual que el PCE i a diferència de les JSE, el PSOE i la UGT, es va oposar a la dictadura militar i va cridar a la joventut a la lluita, sense resultats apreciables. És un període en el qual tant el PCE com la UJCE coneixen per primera vegada la clandestinitat. Durant aquesta època minva el seu nombre de militants, i els millors quadres s'incorporen al Partit.

### La República i la Guerra Civil
El 28 de gener de 1930 cau la dictadura, arrossegant-ne al rei Alfons XIII. El 14 d'abril de 1931 es va proclamar la República de manera pacífica. Els comunistes, tant PCE com UJCE, van rebre al nou govern amb hostilitat, quedant aïllats en els primers temps de la República. No obstant això, es va iniciar una lenta però constant dinàmica de creixement de l'organització juvenil. Així i tot, l'UJCE era una organització molt feble, les persecucions en els llargs anys de clandestinitat i la seva estretor sectària la va portar a ser un grup reduït.
El 1932 es va convocar en Bilbao el II Congrés de l'UJCE, caracteritzat per la renovació interna. Es reorganitza el moviment juvenil comunista (Pioners Rojos) i es publica un periòdic infantil. Com a secretari general és nomenat Trifón Medrano, que després cauria mort lluitant durant la defensa de Madrid. El 1933, l'UJCE s'organitzava ja en cèl·lules d'empreses, per barris i pobles arreu d'Espanya. Amb la victòria electoral dels nazis a Alemanya, el conjunt de les organitzacions juvenils progressistes d'Europa van començar a conscienciar-se de la importància de la lluita contra el feixisme. A iniciativa de l'UJCE, es va constituir el Comitè Nacional contra la Guerra i el Feixisme. En aquest sentit es recolza una primitiva versió del Front Popular, afavorida pel PCE, la CGTU (sindicat comunista) i l'UJCE a les eleccions generals espanyoles de 1933, amb pobres resultats, malgrat incrementar el vot pel que fa a anteriors convocatòries.

### La formació de les JSU
La dinàmica d'unitat antifeixista i obrera porta al fet que l'UJCE i les JJSS, dirigides per Santiago Carrillo, iniciïn converses de cara a la unitat d'acció en la lluita contra el feixisme. La Revolució d'Octubre de 1934 a Astúries accelera la cooperació. Després de la repressió de la Revolució, els joves comunistes i socialistes van començar a reagrupar les seves forces amb l'objectiu d'aconseguir l'amnistia, creant el primer comitè d'enllaç entre ambdues joventuts.
El VII Congrés de la Internacional Comunista i el VI Congrés de la Internacional Juvenil Comunista aferma decisivament aquesta orientació unitària, suposant el començament d'una política d'aliances amb els joves pacifistes, liberals, republicans, catòlics, llibertaris, etc., però, sobretot, amb els joves socialistes, presents al Congrés de la IJC.
El 15 de gener de 1936 es constitueix el Front Popular espanyol. A les eleccions celebrades el 16 de febrer es va imposar la coalició del Front Popular, es van alliberar els presos polítics i es va començar a desenvolupar el programa polític de l'aliança. Dues delegacions de l'UJCE i les JJSS van viatjar a Moscou per discutir les bases de la unitat amb la direcció de la IJC: defensa diària dels interessos de la joventut treballadora, educació en el marxisme-leninisme i l'internacionalisme proletari, capacitació dels joves obrers per enfortir i desenvolupar l'organització i lluitar en l'avantguarda de la joventut, agrupant-la contra el feixisme i per la victòria del socialisme.
Al març de 1936, finalment, es fusionen l'UJCE i les JJSS, donant lloc a la Joventuts Socialistes Unificades (JSU). El seu secretari general va ser Santiago Carrillo. La JSU mantenia relacions fraternals amb els partits obrers (PSOE i PCE), encara que s'inscrivia dins de l'estratègia unitària de construir un partit obrer únic que reunís a tots dos. No obstant això, aquesta temptativa no va arribar a consumar-se, excepte a Catalunya, amb la fundació del Partit Socialista Unificat de Catalunya. A la fi de 1936, la majoria de la direcció de la JSU anuncia el seu ingrés en el PCE.
Malgrat que la intenció inicial era celebrar un congrés d'unificació a l'agost de 1936, l'esclat de la guerra civil va truncar aquesta possibilitat. No obstant això, el gener de 1937 es va celebrar una conferència nacional a València que va pretendre cobrir les mancances que s'arrossegaven del procés d'unificació. Sectors socialistes propers a Largo Caballero es van agafar al fet que no es produís el congrés d'unificació per argumentar que la unitat no s'havia produït. Alhora, van negar la legitimitat de la Conferència, menyspreant-la com a operació dels comunistes per controlar l'organització unificada.
La JSU va ingressar en la Internacional Juvenil Socialista (IJS) amb unes condicions prèvies encaminades a l'acostament entre la IJC i la IJS. Amb l'ingrés de la JSU en la IJS, les relacions amb la IJC, lluny de disminuir, es van intensificar. L'experiència unitària de la JSU a Espanya es convertia en punt de referència per a la unitat de la IJC i la IJS.
La JSU va ser durant aquest període l'organització juvenil política més forta del bàndol republicà, amb 250.000 militants als pocs mesos de començar la guerra i comptant amb més de mig milió en acabar la contesa. Va organitzar els seus propis batallons, distingint-se especialment en la defensa de Madrid. També es va caracteritzar la JSU, des del començament de la guerra, per la seva aposta ferma per la creació de l'Exèrcit Popular.
L'agost de 1937 es crea l'Aliança Juvenil Antifeixista, formada per la Joventut d'Unió Republicana, les Joventuts d'Esquerra Republicana de Catalunya, la Joventut d'Esquerra Federal, la UFEH, la Joventut Sindicalista, les Joventuts Llibertàries i la JSU.
També va destacar la seva labor social i recreativa, organitzant l'Olimpíada Juvenil, clubs esportius i d'oci, etc.
A la tardor de 1938, d'altra banda, sectors socialistes contraris a la influència comunista en la JSU decideixen reorganitzar les JJSS.

### La dictadura franquista
Després de la derrota de les forces republicanes vindria una segona clandestinitat de gairebé 40 anys. Durant els anys de la postguerra, la JSU va donar suport a la lluita guerrillera amb dues divisions del "maqui" i es va plantejar com a objectiu prioritari salvar de la repressió als joves.
A l'octubre de 1945, es va constituir a Londres la Federació Mundial de la Joventut Democràtica (FMJD), que va agrupar organitzacions juvenils de 63 països, sent la JSU organització fundadora.
Mentrestant, joves socialistes vinculats al PSOE organitzen el I Congrés en l'exili de la Joventuts Socialistes d'Espanya en territori francès, amb el qual la JSU va quedar ferida en el seu caràcter unitari. Durant la dècada de 1950, la JSU va desapareixent, en anar ingressant la majoria dels seus quadres en el PCE, i anar el PSOE impulsant la seva pròpia organització juvenil.

### La reconstitució de l'UJCE
Al VI Congrés del PCE el 1960, en vista de l'increment de l'oposició social al franquisme, el repunt del moviment obrer amb el naixement de les Comissions Obreres (CCOO) i el creixement de la influència del PCE en la societat, es decideix la recuperació de l'organització juvenil comunista adaptada a la nova situació. A l'octubre de 1961, el ple del Comitè Central del PCE acorda la reconstitució de l'UJCE, nomenant-ne com a secretari general a Agustín Gómez.
Es va tractar, en aquest moment, d'organitzar cercles de joves vinculats a les cèl·lules del PCE corresponents. Davant la impossibilitat d'organitzar un Congrés, l'UJCE es dota d'un programa i unes normes de funcionament, però sense òrgans propis de direcció en la reunió del seu II Ple. Les normes definien a l'UJCE com a hereva de la JSU, marxista-leninista, centralista democràtica i federalista, reconeixent l'autonomia de les seves delegacions al País Basc, Galícia i Catalunya. Com a organització de base, es constitueixen els cercles i, allí on hi hagués un gran desenvolupament organitzatiu, els grups, que coordinaven diversos cercles.
El 1967 l'UJCE impulsa les Comissions Obreres Juvenils (COJ), vinculades al moviment sindical de les Comissions Obreres. El 1969 comença a crear i posar en funcionament els "Comandos Juvenils", als quals es defineix com a "grups mòbils d'acció de joves obrers i estudiants".
A principis de la dècada de 1970, l'UJCE té ja implantació a tot Espanya. Per això, la direcció del PCE es planteja articular estatalment l'UJCE i amb aquest objectiu es convoca una Conferència de l'UJCE el 1970. Per la seva banda, el 9 de juny de 1970 es constitueix el Comitè Nacional de la Joventut Comunista (JC). Es van realitzar noves conferències el 1972 i 1973 que van consolidar un nucli de direcció nacional estable.
A l'abril de 1975 té lloc en París la III Conferència. Pilar Brabo, com a membre del Comitè Executiu del PCE, coordinaria els seus treballs i al seu torn exerciria d'enllaç entre la direcció de l'UJCE i la del PCE. En aquesta Conferència s'escolliria un secretariat polític compost per representants de les principals organitzacions de l'UJCE.
Just un any després, a l'abril de 1976 es convoca clandestinament a Madrid la IV Conferència, que va haver de ser desconvocada "in situ" davant les escasses garanties de seguretat que existien. Efectivament, després de la fallida Conferència, el secretariat, conformat per 8 membres, és detingut íntegrament i retingut en els soterranis de la Direcció general de Seguretat, en la madrilenya Puerta del Sol. El llavors Ministre de la Governació, Manuel Fraga, els aplica la Llei Antiterrorista i els acusa d'estar darrere de la convocatòria il·legal del primer de maig. Davant la pressió de familiars i advocats van ser alliberats posteriorment sense càrrecs.
La IV Conferència es va celebrar finalment els dies 10 i 11 d'octubre de 1976 en un convent als afores de Barcelona, encara en la clandestinitat. S'hi reuneixen gairebé 200 delegats d'arreu d'Espanya, que debaten el manifest i escullen un Comitè Central de més de 90 membres. Es tracta del primer intent seriós de dotar l'UJCE d'una existència real com a organització unitària estatal. Com a secretari general és nomenat el gallec Ángel Ezama, que en haver d'acudir al servei militar, és aviat substituït pel català Domènec Martínez.
En aquesta Conferència, l'UJCE es planteja passar de 20.000 a 100.000 militants (la consigna que llança la Conferència és "Cap a l'UJCE dels cent mil") i 50.000 adscrits a l'òrgan d'expressió aprovat en la Conferència: "El Manifest". Es concep l'UJCE com a àmplia organització de masses, com a "moviment jove per a la llibertat i el socialisme", amb "unions" com a organitzacions de base i "federacions" a cada província, regió o nacionalitat. Les "unions" eren concebudes com a amplis espais d'activitat diversificada, de formació, debat, oci, temps lliure i reivindicació política. També s'acorda la celebració d'un I Congrés per a finals de 1977.
El 9 d'abril de 1977, conegut des de llavors com Dissabte Sant roig, el Govern legalitza el PCE i conseqüentment l'UJCE, que manca d'identitat jurídica pròpia al marge del PCE, registrant aquesta última una important activitat en universitats, instituts i nuclis juvenils.
En les primeres eleccions, al juny de 1977, Josep Maria Riera, secretari general de la JC, seria elegit diputat a les Corts en la llista del PSUC. Va ser el primer militant de la Joventut Comunista a ser diputat al Congrés.

### La Transició
Després de la IV Conferència, l'UJCE va entrar en crisi. Dels 100.000 militants que es buscava afiliar, amb prou feines es van aconseguir els 40.000. El model organitzatiu "obert" i "de masses" va derivar en una estructura hipertrofiada, amb comitès inestables, "unions" sense continuïtat en el treball, imprevisió, debilitat ideològica...
Enmig d'aquesta situació, se celebra el I Congrés al maig de 1978, on afloren tendències socialdemòcrates i antisoviètiques, marcades per la influència de l'eurocomunisme. Com a objectiu estratègic, es planteja desenvolupar un moviment juvenil democràtic, que ajudi a consolidar la Transició i introdueixi en la seva agenda política les reivindicacions de la joventut. Es tracta d'una UJCE molt compenetrada amb el PCE i el seu projecte eurocomunista. És una organització centrada en la temàtica juvenil i el treball institucional, on es proposa la creació d'un "Consell Federal de la Joventut" en el qual participin totes les organitzacions juvenils del país. Es va passar a un model organitzatiu una mica més definit i perfilat, on els "col·lectius" substituïen les "unions". L'organització es va dotar d'un manifest ideològic i uns estatuts, on es definia com a "marxista revolucionària", i un Comitè Federal de més de 70 membres. Com a òrgan d'expressió s'edita "El Manifiesto".
A la calor del I Congrés, es van constituir noves federacions a Andalusia, Canàries o el País Valencià. Mentre el procés autonòmic no es perfilés, les regions que no constituïen una nacionalitat mancaven d'estructura, sent les federacions constituïdes segons les províncies. Com a secretari general es va reelegir Josep Palau, que havia substituït poc abans Domènec Martínez en haver hagut d'assumir aquest tasques la direcció del PSUC.
El 1979 té lloc la V Conferència de l'UJCE. Però lluny de superar la crisi, s'hi aprofundeix. Després d'una forta autocrítica, en la qual es defineix l'estat de l'organització com a "caòtic", emergeixen tendències influïdes pels debats de l'autonomia obrera italiana i el situacionisme francès. Com a líder d'aquest corrent se situa el primer secretari general de l'UJCE andalusa, Francisco Garrido, que ja va ser expulsat de Cuba durant la celebració de l'XI FMJE en l'Havana a l'agost de 1978, acusat de passar propaganda que atacava al Govern cubà i reunir-se amb grups d'opositors. Després de la Conferència, els dirigents de la tendència minoritària abandonen l'organització.
A principis dels anys 80, l'eix estratègic va ser la lluita contra l'entrada d'Espanya a l'OTAN i el desplegament a Europa dels míssils nuclears d'abast mitjà, coneguts com a "euromíssils", des de tardor de 1983.
L'II i III Congrés, celebrats el 1981 i 1984 respectivament, van confirmar la tendència eurocomunista de l'UJCE que, igual que en el PCE, convulsionarien l'interior de l'organització.
En 1983 es promou, juntament amb el Moviment Juvenil Comunista de França (MJCF), la Federació de Joves Comunistes d'Itàlia (FGCI) i altres, el Festival Mediterrani de la Joventut, que tindria dues edicions més. Aquest mateix any es funda el Consell de la Joventut d'Espanya, del que l'UJCE és organització fundadora.
En l'àmbit intern, la ruptura produïda a Catalunya, on una part de la direcció del PSUC oposada l'eurocomunisme és expulsada, formant llavors el Partit dels Comunistes de Catalunya (PCC) el 1982, té el seu reflex en l'organització juvenil, amb la formació dels CJC-Joventut Comunista com a escissió de la Joventut Comunista de Catalunya.
El mateix procés que es va donar en els primers anys 80 en territori català, amb la divisió i crisi en el Partit i la Joventut, la sortida o expulsió d'elements oposats a l'eurocomunisme i la formació de noves organitzacions comunistes, es dona en la resta d'Espanya entre 1984 i 1986. Així, el gener de 1984 té lloc el Congrés d'Unitat dels Comunistes, on es funda el Partit Comunista dels Pobles d'Espanya (PCPE), que reconeix al PCC com a referent en Catalunya. Un any després, el gener de 1985, el Comitè Central del PCPE acorda la formació dels Col·lectiu de Joves Comunistes (CJC). Malgrat formar-se amb un component majoritàriament nou, la constitució dels CJC va suposar pèrdues de militància per l'UJCE, sobretot a les zones de major implantació de l'organització. Els CJC celebrarien el seu I Congrés al gener de 1986 i passarien a formar part de la Federació Mundial de la Joventut Democràtica.
El gener de 1988 l'UJCE celebra el seu IV Congrés. Aquest Congrés va estar il·luminat per les massives mobilitzacions estudiantils dels anys 1986 i 1987, en les quals l'UJCE va estar altament implicada, la qual cosa va permetre que un gran nombre de quadres que es van forjar a la calor de les lluites s'incorporessin a les tasques polítiques de l'UJCE.
Al seu torn, el Congrés va preparar el que finalment resultaria com la Plataforma Juvenil per l'Ocupació, una de les experiències unitàries més importants dels joves d'esquerres en els últims anys, que va protagonitzar mobilitzacions emblemàtiques, com la manifestació de l'1 de desembre de 1988, que va constituir una de les majors mobilitzacions juvenils de la història d'Espanya i que va servir com a pròleg de la històrica vaga general del 14 de desembre de 1988. A la calor de les experiències unitàries, i especialment d'Izquierda Unida, es va celebrar un nou Congrés d'Unitat (maig de 1989) on gran part dels CJC es reintegren en l'UJCE.

### L'UJCE dins d'Esquerra Unida
Al juny de 1990 l'UJCE afronta al seu V Congrés un dur debat motivat per la caiguda del bloc socialista, amb posicions que qüestionaven la seva pròpia existència o la necessitat de congelar la seva activitat en favor d'unes noves joventuts d'IU.
El debat se salda amb la sortida dels partidaris de la dissolució després de quedar en minoria. Com a secretari general va ser escollit Enrique Santiago, càrrec que ocuparia fins a 1993. Al XIII Congrés del PCE, al desembre de 1991, l'UJCE va ser reconeguda com a organització independent i políticament autònoma, vinculada en l'estratègic al PCE.
En la III Assemblea d'IU, celebrada al març de 1992, l'UJCE va ser reconeguda com a organització política adherida a IU i es va posicionar contra la idea de constituir a IU com un partit polític a l'ús, defensant les tesis de la direcció del PCE de passar de la fase de coalició a la de moviment polític i social.
Després del V Congrés de l'UJCE, l'organització va impulsar mobilitzacions juvenils contra la Primera Guerra del Golf i la "Iniciativa Juvenil per la Pau". També va ser destacable la campanya contra la Llei de Seguretat Ciutadana promoguda pel govern socialista (denominada Llei Corcuera) el 1992, la qual cosa va motivar l'impuls de la "Iniciativa Juvenil per les Llibertats".

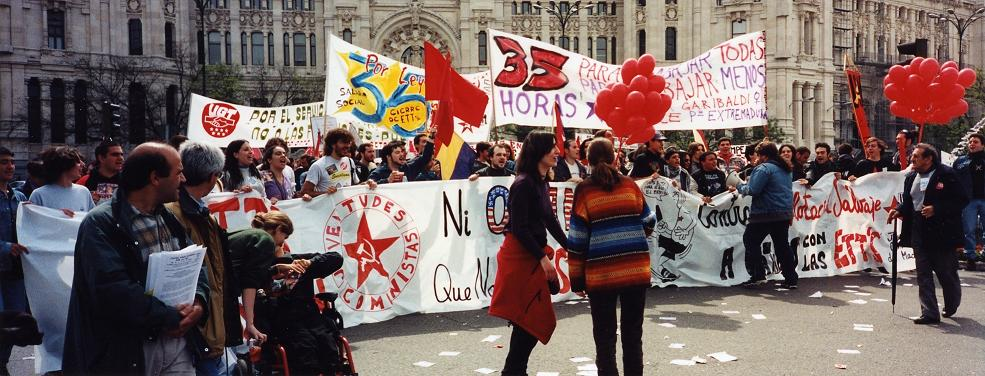
Grup de l'UJCE a Madrid l'1 de maig de 1999.

Els anys 90 van resultar extraordinàriament convulsos per l'UJCE. A causa de les successives crisis del PCE, es va produir el desmantellament de la Joventut Comunista a pràcticament totes les comunitats autònomes. Només les federacions de la Comunitat de Madrid i Andalusia van romandre amb estructures estables i consolidades però tampoc van ser alienes a profundes crisis i escissions, sovint motivades pels conflictes interns del PCE. No va ser fins al VIII Congrés de l'UJCE quan van aconseguir canviar la tendència autodestructiva i afrontar la reconstrucció de l'organització i l'adopció d'una estratègia pròpia.
Pel que fa als debats de l'UJCE en aquest període, s'han centrat en l'adopció del leninisme com a definició ideològica (aprovada al VI Congrés de l'UJCE, a l'abril de 1993), l'aplicació de la unitat d'acció i desenvolupament de la sectorialització i l'assumpció del centralisme democràtic, això últim al IX Congrés, celebrat el 2003. En la VIII Assemblea d'IU, celebrada al desembre de 2004, l'UJCE va donar suport a la candidatura encapçalada per Enrique Santiago i Virginia Díaz per a la coordinació general de Izquierda Unida.
A l'abril de 2006, es va aprovar un protocol de federació pel qual Joves Comunistes (JC), la llavors organització juvenil del PSUC-viu, es va convertir en el referent de l'UJCE a Catalunya.

Entre el 8 i el 10 de desembre de 2006 es va celebrar el X Congrés de l'UJCE. En aquest congrés l'organització va aprofundir en el marxisme-leninisme com a base ideològica i va reforçar el centralisme democràtic com a model organitzatiu. Així mateix, van posar la seva obstinació a millorar en sistema de sectorialització que portava aplicant des del VIII Congrés.

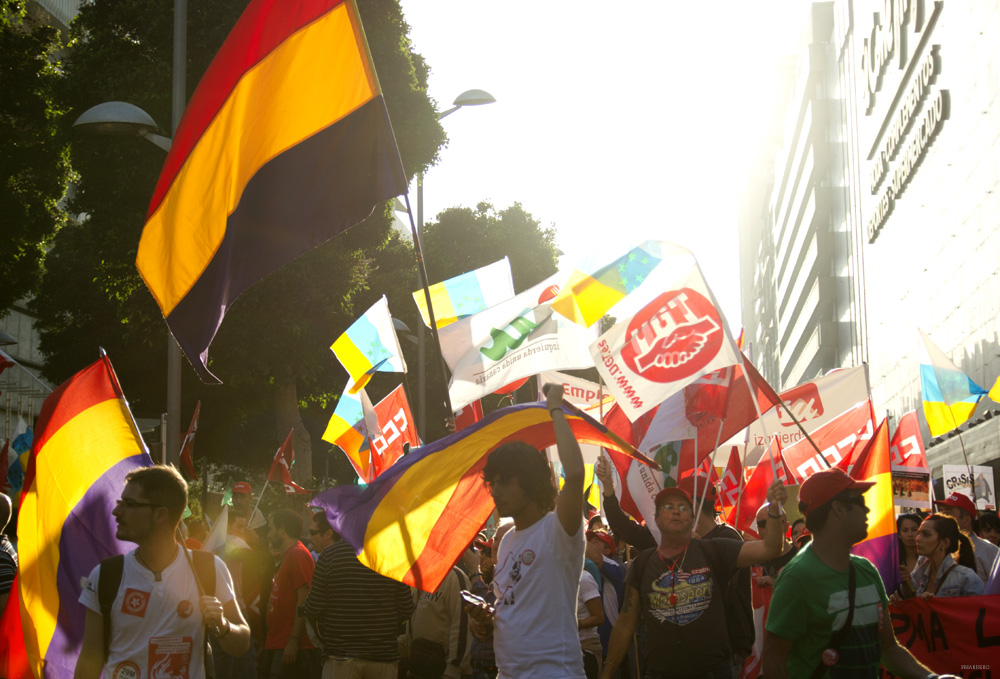
Manifestació contra la Reforma Laboral, Las Palmas. Març 2012.

En la IX Assemblea Federal d'IU van donar suport a la llista encapçalada per Cayo Lara, que va ser majoritària, i que seria escollit com a coordinador federal.
Entre el 9 i l'11 d'abril de 2010 va tenir lloc el XI Congrés de l'UJCE, sent un dels més concorreguts en els últims 15 anys. Es va escollir com a secretari general José León Lozano, militant de l'organització en la Regió de Múrcia.
A les eleccions generals del 20 de novembre de 2011, Alberto Garzón Espinosa, militant de l'UJCE, va sortir electe per la circumscripció de Màlaga al Congrés dels Diputats, sent el primer membre de l'UJCE en arribar a aquest càrrec.

### Actualitat i procés de ruptura
El 28 de gener del 2023 el Comitè Central fa públic un comunicat en què anuncia la convocatòria d'un Congrés Extraordinari per abordar l'estratègia i la reconstrucció del Partit Comunista. En aquest comunicat fan un balanç autocrític anunciant que "durant el XV Congrés, es van trobar limitacions que dificulten la seva activitat política actual. Aquestes limitacions estan relacionades amb la manca d'una estratègia clara per culminar el procés revolucionari i la necessitat de reconstruir el Partit Comunista, que és crucial per al projecte comunista a l'actualitat".
Aquesta reorientació estratègica, amb afinitats amb el nou Moviment Socialista que es va estenent per l'Estat (GKS, Horitzó Socialista, EPS...) xoca frontalment amb la del PCE. El 4 de juny l'UJCE fa pública una resolució en què anuncien l'intent d'intervenció a la seva estructura per part de la direcció del Partit, on s'assenyala l'estructura burocràtica del mateix, que s'ha allunyat del projecte comunista a nivell internacional i s'ha dissolt en formes polítiques i organitzatives socialdemòcrates. S'acusa el PCE de no oferir una proposta sòlida de reconstrucció del Partit Comunista i de perseguir aquells que defensen aquesta necessitat política. Les crítiques es basen en “l'experiència política d'una nova generació proletària que no vol dedicar la vida a una militància impotent ”.
El procés va acabar amb la formació d'una Comissió Promotora a l'UJCE, anunciada el 24 de setembre del 2023 per part del PCE, a la qual es va encomanar el propòsit de convocar un nou Congrés de l'organització per restituir-ne el funcionament normal. La direcció encapçalada per Alfonso Armesto va acusar aquesta Comissió Promotora de no comptar amb el suport de cap militància de base, que romanien lleials a la direcció cessada de l'UJCE.
El desembre del 2023 té lloc el Congrés Extraordinari anunciat per la ja cessada direcció de l'UJCE. Com a resultat del Congrés, i davant d'una ajustada votació, el 52% dels delegats donen suport a l'escissió i unificació comunista al voltant del Moviment Socialista, tal com es plantejava en els mesos previs. Aquesta escissió passa a anomenar-se UJC i és ben rebuda per les organitzacions del MS. Tot i això, la militància representada pel 44% dels delegats restants (un 4% s'havien abstingut) anuncien que no reneguen de les sigles de l'UJCE. En conclusió, la meitat de l'organització passa a integrar-se al MS i l'altra meitat manté la pugna oberta amb la Comissió Promotora anunciada pel PCE i mantenint el Partit com a referència, alineant-se amb el sector més crític.

## Afiliació internacional
L'UJCE forma part de la Federació Mundial de la Joventut Democràtica (FMJD) i ostenta la coordinació de la Comissió per Europa i Amèrica del Nord (CENA) d'aquesta organització juntament amb EDON de Xipre i la Lliga Juvenil Comunista dels EUA. A Europa tenen excel·lents relacions amb la Joventut Comunista Portuguesa, la Joventut Comunista Grega, la Joventut Comunista de República Txeca i EDON (Xipre).

## Congressos de l'UJCE

### De la primera UJCE
- I Congrés. 17 d'agost de 1923.
- II Congrés. 10, 11 i 12 de maig de 1934. "¡Pel Poder Soviètic!"

### De la JSU
La JSU no va arribar a realitzar el seu Congrés d'Unificació previst per a agost de 1936 a causa de la Guerra Civil.

### De l'UJCE reconstituïda
- I Congrés. 25, 26, 27 i 28 de maig de 1978. "Vine amb nosaltres a canviar la vida".
- II Congrés. 5, 6, 7 i 8 de desembre de 1981. "Tots junts per la democràcia, units per a la pau, junts per canviar la vida".
- III Congrés. 22, 23, 24 i 25 de juliol de 1984. "La pau per viure. L'acció per crear".
- IV Congrés. 7, 8 i 9 de gener de 1988."Alternativa i lluita ...això es mou!"
- Congrés d'Unitat. 21 de maig de 1989. "Construïm alternativa".
- V Congrés. 13, 14 i 15 de juliol de 1990. "Per la Nova Esquerra".
- VI Congrés. 16, 17 i 18 d'abril de 1993. "Amb la força de la joventut, tenim l'alternativa. No et deixis trepitjar!"
- VII Congrés. 6, 7 i 8 de desembre de 1996. "Organitza't i lluita".
- VIII Congrés. 4, 5, 6 i 7 de desembre de 1999. "Colpejant junt@s!".
- IX Congrés. 7, 8, i 9 de novembre de 2003. "La Força de la Unió".
- X Congrés. 8, 9 i 10 de desembre de 2006. "Seguim avançant: organitzant la Revolució del segle XXI".
- XI Congrés. 9, 10 i 11 d'abril de 2010. "aprendre>>lluitar>>vèncer".
- XII Congrés. 28, 29 i 30 de març del 2013. "Conquerir el futur, construint Socialisme".
- XIII Congrés. 24, 25 i 26 de març del 2016. "Per una vida a l'alçada de les nostres lluites. El comunisme és la joventut del món".
- XIV Congrés. 19, 20 i 21 d'abril del 2019. "Diguem prou, fem la prova!"
- XV Congrés. 14, 15, 16 i 17 d'abril del 2022. "100 anys de pràctica revolucionària, 100 anys formant-nos per a la revolució"

## Secretaris generals
| Període                    | Secretari/a General              |
| -------------------------- | -------------------------------- |
| De la primera UJCE         |                                  |
| 1922 (nov-dic)             | Tiburcio Pico                    |
| 1922 - **                  | Luis Portela                     |
| ** - 1932                  | Olmo                             |
| 1932 - 1935                | Jesús Lavín                      |
| 1935 - 1936                | Trifón Medrano                   |
| De la JSU                  |                                  |
| 1936 - 1947                | Santiago Carrillo                |
| De la UJCE clandestina     |                                  |
| 1961 - 1973                | Agustín Gómez (Elías Gutiérrez)  |
| 1973 - 1976                | Antonio Palomares                |
| 1976 - 1977                | Ángel Ezama                      |
| 1977                       | Domenech Martínez                |
| De la UJCE en la legalitat |                                  |
| 1977 - 1984                | Josep Palau i Balletbo           |
| 1984 - 1989                | Jesús Montero Delgado            |
| 1989 - 1990                | Manuel Jiménez                   |
| 1990 - 1993                | Enrique Santiago                 |
| 1993 (abr-nov)             | Aniceto Setién Fonseca           |
| 1993 - 1996                | Carlos Vázquez Galán             |
| 1996 - 1998                | Juan Ramón Soriano Salinas       |
| 1998 - 2000                | Miguel Ángel Gómez Cortines      |
| 2000 - 2001                | Permanente de la Comisión del CF |
| 2001 - 2003                | Rocío Val                        |
| 2003 - 2005                | Raúl Gómez Martínez              |
| 2005 - 2010                | Juan Iglesia Gutiérrez           |
| 2010 - 2013                | Jose León Lozano                 |
| 2013 - 2016                | Anabel García Saucedo            |
| 2016 - 2019                | Xavier García Fernández          |
| 2019 - 2022                | Guillermo Úcar                   |
| 2022 - 2023                | Alfonso Armesto                  |
| 2023 -                     | Martín Rey                       |
|                            |                                  |